# Danijela Sremac
Danijela Sremac je predsednica i osnivač Srpskog instituta iz Vašingtona, organizacije koja se u Americi bori za prava Srba.

## Biografija
Rođena u Beogradu. Preselila se sa porodicom u Ameriku kao dete. Odrasla u gradu Klivlendu u državi Ohajo, preselila se u Vašington 1991. godine.
U septembru 1992. godine postala je direktorka Kancelarije za Srpsko-Američke Poslove u Vašingtonu, koju je otvorio Kongres srpskog ujedinjenja. Služila je kao veza Kongresa srpskog ujedinjenja sa lobističkom agencijom Manatos & Manatos. Predala je jedinici za registraciju stranih agenata u okviru američkog ministarstva pravde zahtev da posluje kao izaslanik ministarstva spoljnih poslova Republike Srpske u SAD i Kanadi 1994. godine.
Predsednica Srpskog Instituta u Vašingtonu, ekspert za Balkan i američku spoljnu politiku, pisac, multimedijski konsultant, producent, muzičar, umetnik — poznata je u srpskoj dijaspori kao vodeći glas u Americi u odbrani srpskih nacionalnih i ljudskih prava tokom sukoba u Krajini, Bosni i Hercegovini i na Kosovu. Nastupala je na preko 256 televizijskih i radio programa na CNNu i svim glavnim kanalima u Americi i drugim stranim vestima.  Ona je govorila ispred važnih američkih institucija za spoljnu politiku i redovno upoznavala američko javno mnjenje, članove Kongresa i vladu sa problematikom Balkana. Napisala je dve knjige na engleskom — Rat Rečima: Vašington i Jugoslovenski Sukob (1999) opisuje propagandni rat i uticaj na američku politiku prema Balkanu, izdao američki izdavač “Praeger Publishers” 2000 godine.  Njena druga knjiga, Srce Srbije: turneja kroz kulturu (2012) pisana na engleskom i srpskom uz 356 slika u boji prikazuje sve o srpskoj kulturi - turističke destinacije, tradicije, kuhinju, sport, istoriju, i srpske proizvode. Kao umetnik izlagala je i prodavala svoje umetničke radove slike na platnu po galerijama širom Amerike.
Objavila je odluku da se kandiduje za predsednika Srbije 2017. Započela je kampanju prikupljanja potpisa pod imenom Budućnost Srbije. Kampanju je podržala Zelena stranka Srbije Jana Paula. Nije prikupila dovoljno potpisa za kandidaturu. Naime, nakon što je tvrdila da je prikupila 17,200 notari su utvrdili da je prikupljeno samo 888 potpisa. Tvrdi da su je notari bojkotovali.
Uvršćena je u „Enciklopediju nacionalne dijaspore”, koju uređuje Ivan Kalauzović Ivanus.

## Školovanje
Diplomirala je filozofiju na Univerzitetu Džon Kerol 1989. godine (John Carroll University, Cleveland, Ohio) i magistar je diplomatije na Američkom Univerzitetu u Vašingtonu (American University, Washington, DC).  Takođe je studirala klavir i flautu na muzičkoj akademiji (Cleveland Institute) pri fakultetu (Case Western Reserve University).

## Literatura
- Kalauzović, I. (2024). Enciklopedija nacionalne dijaspore. Niš: Impressions. ISBN 978-86-82470-02-1.